# Komorernas herrlandslag i fotboll
Komorernas herrlandslag i fotboll representerar Komorerna i fotboll för herrar. De spelade sin första landskamp den 26 augusti 1979 vid Indiska oceanspelen i Réunion, och förlorade med 0-3 mot Mauritius. De har aldrig varit med i VM och lagets deltagande i Afrikanska mästerskapet i fotboll 2021 är det allra första i Komorernas fotbollshistoria.

## Historia
Komorernas förbund bildades 1979 men gick med CAF först 2003. 2005 blev man medlem i FIFA. Sedan dess har laget varit bland de svagaste i Afrika, men man har med åren nått större och större framgångar, med åttondelsfinal i AFCON 2021 som nuvarande topp.
Den första matchen spelades mot Mauritius år 1979 där man förlorade med 0–3. Före 2006 spelade laget bara matcher inom de Indiska oceanspelen, där två segrar togs, 2–1 mot Maldiverna 1979 och 1–0 mot Réunion 1990.
Det första deltagande i kvalspel kom i kvalet till VM 2010.
Landets största seger kom 2021 mot Seychellerna med 7–1. Största förlust, 1–6 och 0–5, har kommit vid ett respektive två tillfällen: mot Réunion 1979, Madagaskar 1993, och Mauritius 2003.
Komorernas nuvarande (september 2023) FIFA-ranking är 129.

## VM-kval
Komorernas första deltagande i VM-kvalsammanhang kom i kvalificeringen till VM 2010 i Sydafrika. Laget inledde med en dubbelmatch i förkvalet mot Madagaskar. I den första matchen, som spelades borta, gav Daoud Midtadi gästerna ledningen, men man förlorade till slut med 2–6. Hemmamatchen förlorades med 0–4, och därmed slogs Komorerna ut redan i förkvalet med 2–10 totalt.
2014 års kval inleddes i den första omgången, och även här blev man utslagna på en gång. Denna gången mot Mozambique efter 1–5 totalt.
Komorerna lyckades dock gå vidare från första omgången i kvalet till VM 2018. Efter 0–0 hemma och 1–1 borta mot Lesotho gick man vidare på bortamål. I nästa omgång mot Ghana klarade man 0–0 hemma, men man åkte ut efter att ghananerna vunnit den andra matchen med 0–2.
I 2022 års kval blev det hemgång direkt efter 1–3 totalt mot Togo i den första omgången.

## Kval till African Cup of Nations
Komorerna spelade sitt första kval 2012, och slutade sist i gruppen. I en grupp med Libyen, Zambia och Moçambique förlorade man fem matcher men lyckades klara 1–1 hemma mot Libyen, vilket var väldigt starkt. För övrigt var man det enda laget som lyckades göra mål på Libyen under kvalet. Även de två andra hemmamatcherna mot Moçambique (0–1) och Zambia (1–2) var två starka insatser, men i bägge matcher föll man på ett sent mål.
Man deltog inte i kvalet till 2013 års mästerskap. Men 2015 var man tillbaka. Komorerna åkte ut i den första omgången efter 0–1 borta och 1–1 hemma mot Kenya.
En förbättring syntes i 2017 års kval, trots att man slutade sist i gruppen. Här kom de enda poängen efter 1–0 hemma mot Botswana, och bortsett från en 0–2-förlust borta mot Burkina Faso slutade övriga matcher med uddamålsförluster.
2019 slog Komorerna ut Mauritius i förkvalet och slutade återigen sist i sin grupp, men denna gång tog man fem poäng efter oavgjort mot Marocko och Kamerun samt seger mot Malawi.
Man tog sig till 2021 års mästerskap efter att ha slutat tvåa i gruppen efter Egypten och före Kenya och Togo.

## Arabiska mästerskapet
1998 valde Komorerna att dra sig ur kvalet. Man hade annars hamnat i en grupp med Sudan, Jemen och Somalia, där ettan gick till mästerskapet. Inte heller 2002 var man med. I kvalet till den arabiska mästerskapet 2009  kom deras första landslagsframgång, en förlust mot Jemen med 0–2 följdes upp av en 4–2-seger över Djibouti. Komorerna slutade tvåa och kvalade därmed inte till turneringen, som dessutom skulle ställas in.
Man deltog heller inte i 2012 års upplaga. I 2021 års kval spelade man en enkelmatch mot Palestina för en turneringsplats. Komorerna tog ledningen via Moussa Djoumoi, men förlorade med 1–5 och gick inte vidare.